# Nemirna tišina
»Nemirna tišina« je pesem slovenske pevke Mojce Štoka (Moye).
Posneta je bila v studiu Tramon.
Izšla je 23. junija leta 2021 v pretočni obliki kot četrti singel z albuma Samo Moya.

## Seznam posnetkov
| Št.             | Naslov           | Besedilo        | Glasba              | Priredba        | Dolžina |
| --------------- | ---------------- | --------------- | ------------------- | --------------- | ------- |
| 1.              | „Nemirna tišina‟ | M. Štoka        | J. Baruca, M. Štoka | J. Baruca       | 4:06    |
| Skupna dolžina: | Skupna dolžina:  | Skupna dolžina: | Skupna dolžina:     | Skupna dolžina: | 4:06    |

## O pesmi
V sodobni pop country pesmi »Nemirna tišina« Moya govori o sanjah, v katerih niso vedno samo naključja, ampak nam velikokrat pustijo misliti in ne dajo miru.
In v takih trenutkih tišine se lahko najde marsikdo, ko privrejo na dan nove misli in vprašanja brez odgovora:
... Glasna je tišina tega mojega nemira, misli mi kričijo,
 hočejo tja k tebi, a obnemijo ...
 Naj sanje spregovorijo
 in prekinejo to nemirno tišino ...— Moya v pesmi »Nemirna tišina«

## Videospot
Videospot za pesem »Nemirna tišina« je nastal v sodelovanju z Lenartom Kobalom.
Moya je želela skromnost, da ne bi zgodba iz videospota zasenčila besedila pesmi.
Objavljen je bil 26. junija 2021.

## Sodelujoči
- Mojca Štoka – Moya – vokal
- Sara Faganel – spremljevalni vokal
- Yan Baray – Jan Baruca – kitara, spremljevalni vokal
- Martin Bratož – hammond orgle
- Teo Korenika – bas kitara
- Luka Jeraša Kuljo – bobni

### Produkcija
- Jan Baruca – producent, priredba
- Lenart Kobal – video

## Odziv
»Nemirna tišina« je bila »pesem in pol« Radia Koper.